# Kolar (distrito)
Kolar ಕೋಲಾರ  é um  distrito no estado de Karnataka, na Índia. A cidade de Kolar é a capital do distrito. 
Este distrito é famoso, entre outras coisas, pelas grandes quantidades de ouro que podem ser mineradas das Minas de ouro de Kolar. Kolar é conhecido como a terra dourada da Índia, pois foi em suas famosas minas que a mineração de ouro foi retomada nos tempos modernos.